# Didier Menard
François Didier Menard (26 settembre 1972) è un dirigente d'azienda ed ex calciatore haitiano, di ruolo portiere.

## Biografia
Nato da padre statunitense e da madre haitiana, è in possesso della doppia cittadinanza.

## Carriera

### Giocatore

#### Club
Dal 1989 al 1993, frequentò la University of Central Florida. Nel 1994, giocò nel Cocoa Expos. Menard fu poi ingaggiato dai norvegesi del Tromsø nel 1995, per sostituire l'infortunato Tor Andre Grenersen. Giocò soltanto una partita in squadra: fu infatti in campo nella sfida valida per la Coppa Intertoto 1995, dando un grande contributo nella vittoria per 0-1 della sua squadra sui più quotati rumeni dell'Universitatea Cluj. Non giocò alcun incontro di campionato in squadra, ma fu comunque il primo americano ad essere ingaggiato in una squadra del campionato norvegese. Terminata questa esperienza, ricoprì il ruolo di secondo portiere al Tampa Bay Mutiny, per poi passare agli Orlando Sundogs. Dal 1999 al 2003, fu al Central Florida Kraze, squadra di cui fu anche capitano.

#### Nazionale
Giocò negli Stati Uniti under 17. A livello di Nazionale maggiore, però, rappresentò Haiti. Tra il 1999 e il 2001, totalizzò 13 presenze in squadra ed ebbe modo di partecipare anche alla Gold Cup 2000.

### Dopo il ritiro
Dopo aver abbandonato l'attività agonistica, riprese gli studi di ingegneria. Cominciò poi a lavorare per la CH2M Hill, diventandone manager dell'area di Orlando e vicepresidente.